# Руска (Сучава)
Руска (рум. Rusca) насеље је у Румунији у округу Сучава у општини Дорна-Арини. Oпштина се налази на надморској висини од 772 m.

## Становништво
Према подацима из 2002. године у насељу је живело 285 становника, од којих су сви румунске националности.